# Viola Reggio Calabria 2002-2003
Questa voce raccoglie le informazioni riguardanti la Viola Reggio Calabria nelle competizioni ufficiali della stagione 2002-2003.

## Stagione
La stagione 2002-2003 della Viola Reggio Calabria è la 13ª nel massimo campionato italiano di pallacanestro, la Serie A.
All'inizio della nuova stagione la Lega Basket decise di modificare il regolamento riguardo al numero di giocatori extracomunitari consentiti per ogni squadra che così passò a quattro, con anche la reintroduzione della distinzione tra giocatori comunitari ed extracomunitari.
Piazzamento finale:  9º posto, eliminata ai quarti di finale dalla Pallacanestro Treviso.

## Roster
Aggiornato al 21 dicembre 2021.
| Viola Reggio Calabria 2002-2003 | Viola Reggio Calabria 2002-2003 |
| Giocatori                       | Staff tecnico                   |
| ------------------------------- | ------------------------------- |

| N. | Naz.                                        | Ruolo | Nome                 | Anno | Alt.   | Peso   |  |
| -- | ------------------------------------------- | ----- | -------------------- | ---- | ------ | ------ |  |
| 4  | Italia (bandiera)                           | P     | Rodolfo Rombaldoni   | 1976 | 193 cm | 92 kg  |  |
| 6  | Belgio (bandiera)                           | A     | Michael Anspach      | 1978 | 200 cm |        |  |
| 7  | Argentina (bandiera) · Italia (bandiera)    | A     | Edoardo Mazzella     | 1968 | 201 cm |        |  |
| 8  | Uruguay (bandiera) · Italia (bandiera)      | G     | Nicolás Mazzarino    | 1975 | 183 cm | 88 kg  |  |
| 9  | Italia (bandiera)                           | P     | Davide Lamma         | 1976 | 191 cm | 83 kg  |  |
| 10 | Grecia (bandiera)                           | AG    | Giōrgos Sigalas      | 1970 | 201 cm | 107 kg |  |
| 11 | Nigeria (bandiera)                          | C     | Benjamin Eze         | 1981 | 208 cm | 110 kg |  |
| 12 | Stati Uniti (bandiera)                      | GA    | J.J. Eubanks         | 1968 | 197 cm | 95 kg  |  |
| 13 | Argentina (bandiera)                        | GA    | Gabriel Díaz         | 1973 | 198 cm |        |  |
| 14 | Stati Uniti (bandiera)                      | G     | Titus Ivory          | 1977 | 193 cm | 95 kg  |  |
| 15 | Stati Uniti (bandiera)                      | AG    | Tony Williams        | 1978 | 202 cm | 100 kg |  |
| 16 | Italia (bandiera)                           | C     | Alessandro Cittadini | 1979 | 207 cm | 103 kg |  |
| 17 | Stati Uniti (bandiera) · Italia (bandiera)  | C     | Joey Beard           | 1975 | 210 cm | 110 kg |  |
| 20 | Stati Uniti (bandiera) · Irlanda (bandiera) | C     | Alan Tomidy          | 1974 | 206 cm | 120 kg |  |

| Allenatore                                                                 |
| - Lino Lardo                                                               |
| Assistente/i                                                               |
| - Alessandro Giuliani Legenda - (C) Capitano - (IN) Inattivo - Infortunato |

## Mercato

### Sessione estiva
| Acquisti | Acquisti             | Acquisti         | Acquisti   | Acquisti |
| R.       | Nome                 | da               | Modalità   |          |
| -------- | -------------------- | ---------------- | ---------- | -------- |
| G        | Titus Ivory          | Scaligera Verona | definitivo |          |
| P        | Rodolfo Rombaldoni   | Scaligera Verona | definitivo |          |
| A        | Michael Anspach      |                  | definitivo |          |
| P        | Davide Lamma         | Pall. Vigevano   | definitivo |          |
| A        | Edoardo Mazzella     |                  | definitivo |          |
| C        | Alessandro Cittadini | Pall. Reggiana   | definitivo |          |

| Cessioni | Cessioni             | Cessioni          | Cessioni       | Cessioni |
| R.       | Nome                 | a                 | Modalità       |          |
| -------- | -------------------- | ----------------- | -------------- | -------- |
| G        | Toni Caktas          |                   | fine contratto |          |
| AG       | Federico Lestini     | Patti             | prestito       |          |
| P        | Stefano Zampogna     | Patti             | fine contratto |          |
| AG       | Anthony Tucker       |                   | ritirato       |          |
| P        | Alejandro Montecchia | Valencia          | fine contratto |          |
| P        | Andrea Blasi         |                   | fine contratto |          |
| AP       | Carlos Delfino       | Fortitudo Bologna | fine contratto |          |
| GA       | Jugoslav Dašić       |                   | fine contratto |          |

### Dopo l'inizio della stagione
| Acquisti | Acquisti        | Acquisti       | Acquisti         | Acquisti   |
| R.       | Nome            | da             | Data             | Modalità   |
| -------- | --------------- | -------------- | ---------------- | ---------- |
| GA       | Gabriel Díaz    | Free agent     | 7 febbraio 2003  | definitivo |
| C        | Joey Beard      | Virtus Bologna | 12 febbraio 2003 | definitivo |
| AG       | Giōrgos Sigalas | Granada        | 1 aprile 2003    | definitivo |

| Cessioni | Cessioni     | Cessioni     | Cessioni        | Cessioni       |
| R.       | Nome         | a            | Data            | Modalità       |
| -------- | ------------ | ------------ | --------------- | -------------- |
| C        | Alan Tomidy  | Pall. Roseto | 6 febbraio 2003 | rescissione    |
| GA       | Gabriel Díaz |              | 9 marzo 2003    | fine contratto |